# Јалова (Турска)
Јалова (тур. Yalova) је град у Турској у вилајету Јалова. Према процени из 2009. у граду је живело 94.722 становника.

## Становништво
Према процени, у граду је 2009. живело 94.722 становника.
| 1990.  | 2000.  |
| ------ | ------ |
| 65.823 | 70.118 |